# 危機管理学部
危機管理学部（ききかんりがくぶ）は、危機管理の基本技術を身につけ、さらに健康、安全、安心を求める応用技術を修得して、安全で平和な社会を実現するトータルコーディネーターを育成する学部。
日本の研究・教育機関では従来積極的に扱われてこなかった危機管理の専門家を養成する学部である。

## 危機管理学部を設置している大学
日本では日本大学（2016年4月）、千葉科学大学（2004年4月）・倉敷芸術科学大学（2017年4月）、3校のみに設置されている。日本大学危機管理学部は同学部の就職先として警察官を想定している。
なお、千葉科学大学での英称はFaculty of Risk and Crisis Management（学部開設当初はFaculty of Crisis）、日本大学での英称はCollege of Risk Management、倉敷芸術科学大学での英称はCollege of Risk and Crisis Managementである。
また、卒業時に授与される学位は、千葉科学大学と倉敷芸術科学大学においては「学士（危機管理）」であり、日本大学においては2021年度入学生までは「学士（法学）」、2022年度以降入学生は「学士（危機管理学）」である。
大学院では、政策研究大学院大学政策研究科政策専攻修士課程に、防災・復興・危機管理プログラムがある。
類似の学部に社会安全学部があり、関西大学社会安全学部、拓殖大学政経学部に社会安全学科、大阪大学大学院人間科学研究科に安全行動学分野がある。